# セルゲイ・レベデフ (計算機科学者)

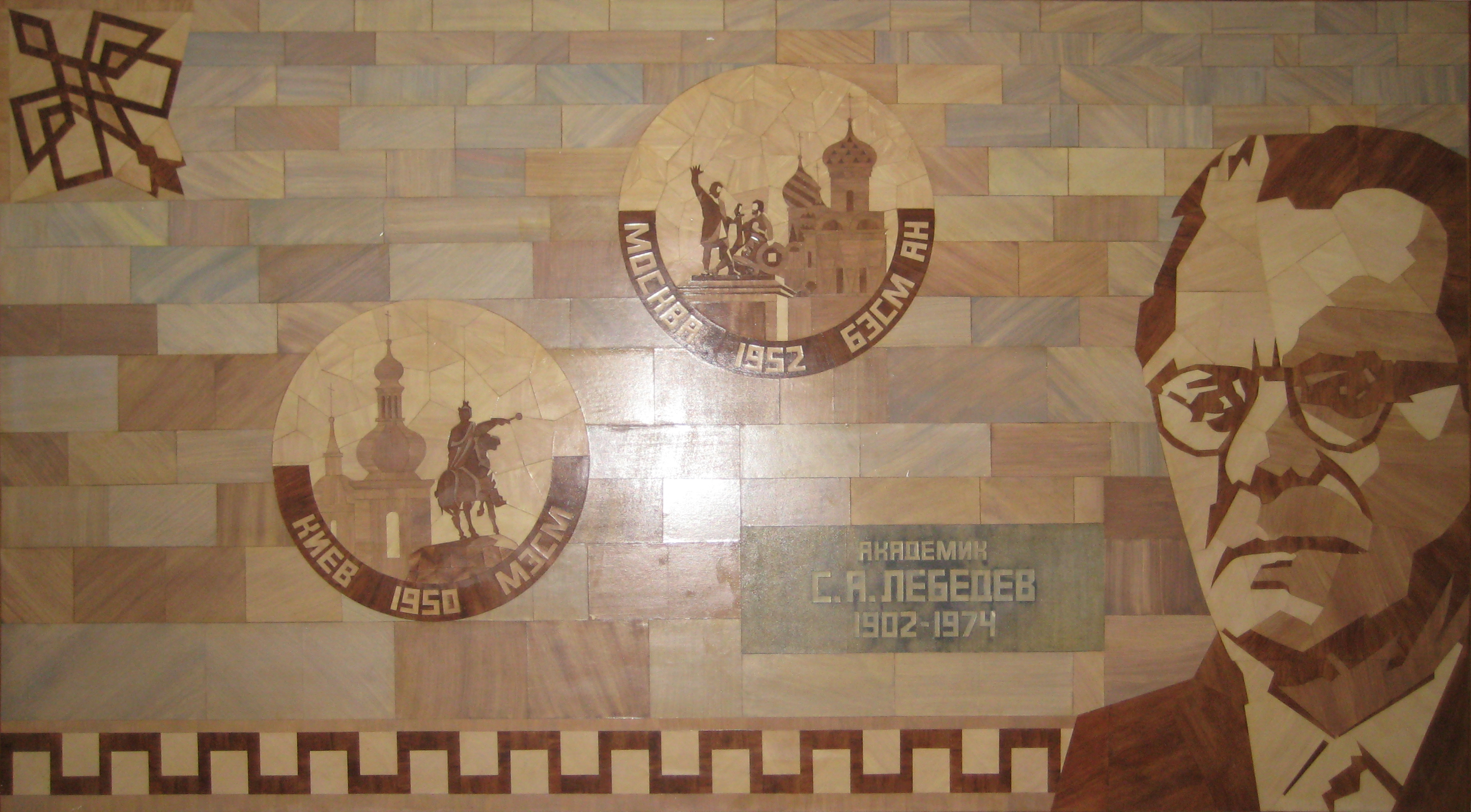
レベデフ精密機械コンピュータ工学研究所にあるレベデフのフレスコ画

セルゲイ・アレクセーエヴィチ・レベデフ（ロシア語: Сергей Алексеевич Лебедев、1902年11月2日 - 1974年7月3日）は、ソビエト連邦の電気工学・計算機工学者であり、ソビエトの最初のコンピューター設計者であった。社会主義労働英雄、ソビエト連邦国家賞受賞者。

## 経歴
レベデフは1928年にモスクワ高等技術学校（現在のバウマン記念モスクワ国立工科大学）を卒業した。その後、1946年までモスクワとキエフの All-Union Electrotechnical Institute (ru) で働いた。 1939年には電気システムの「人工的安定性」理論の開発により博士号を取得した。
第二次世界大戦中、彼は複雑系の自動制御に関する分野で働いた。彼のグループは、戦車用の武器照準安定化システムと、空中ミサイルの自動誘導システムを設計した。このために彼は常微分方程式を解くアナログコンピュータを開発した。
1946年から1951年まで、彼はウクライナ科学アカデミーのキエフ電気技術研究所を率いて、電気システムの安定性向上に取り組んだ。この業績により、彼は1950年にスターリン国家賞（ソビエト連邦国家賞）を受賞した。
1948年、レベデフは外国の雑誌から、西欧諸国の科学者が電子計算機の設計に取り組んでいたことを学んだが、細部は秘密であった。 同年の秋、彼はコンピューターデザインに彼の研究室の仕事を集中させることに決めた。最初のコンピュータであるBESM-1は1951年末に完成した。1953年4月、国家委員会はBESM-1を運用可能と認めたが、機械器具建設省からの反対により、独自の弱く信頼性の低いマシンを開発した。
1996年、IEEE Computer Societyは、コンピュータデザイン分野の研究とソビエトのコンピュータ業界の創設を讃えて、コンピュータパイオニア賞をレベデフに授与した。